# 凱瑞·本提沃利奧

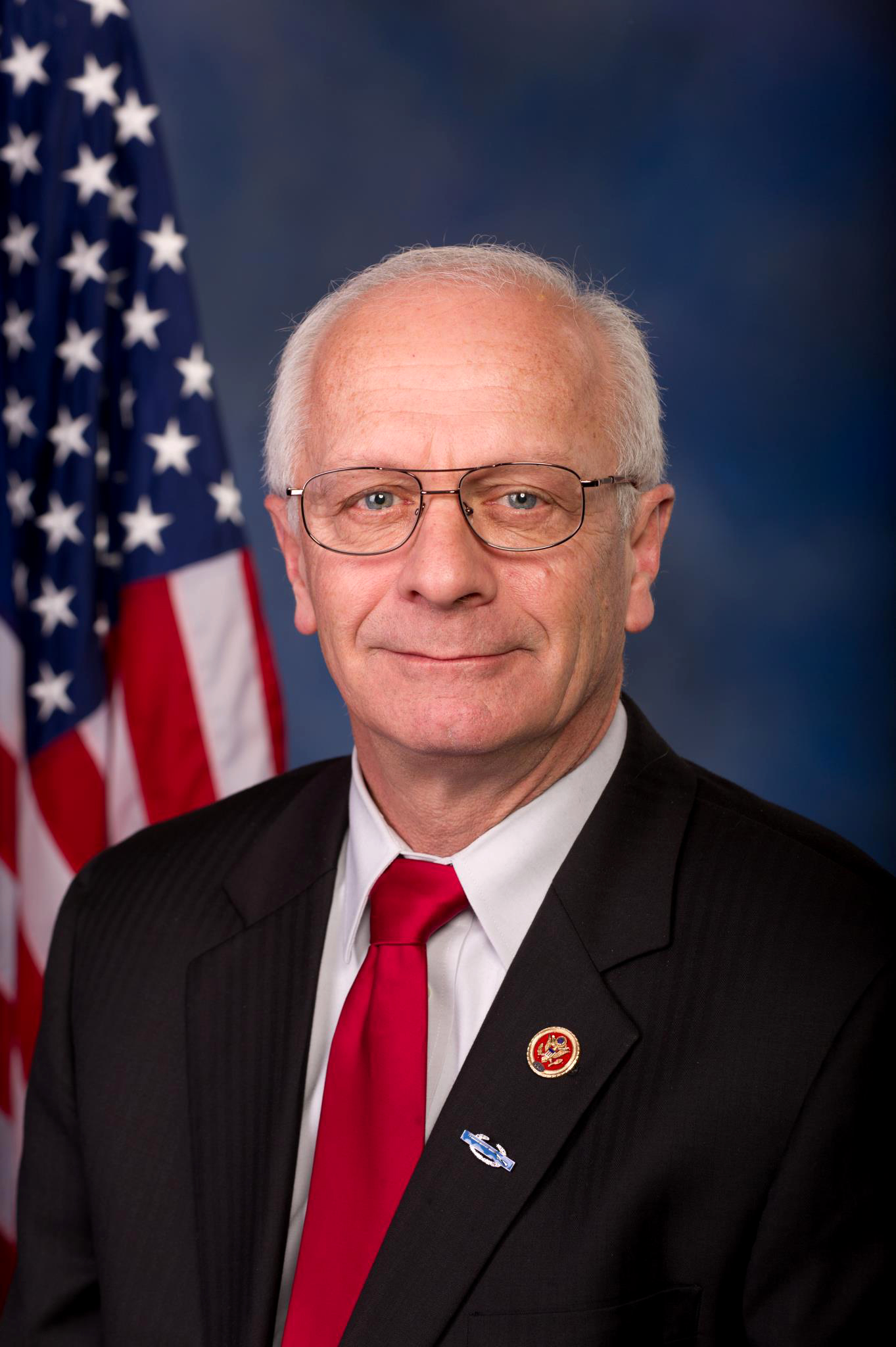
凱瑞·本提沃利奧

凱瑞·本提沃利奧（Kerry Bentivolio；1951年10月6日—）是美國的一位政治人物。在2013年至2015年，他是密歇根州第11選舉區選出的美國眾議院議員。他的黨籍是共和黨。他在2012年首次當選眾議員。本提沃利奧曾經是一名汽車設計師。